# Räkna med skägg
Räkna med skägg är ett svenskt barnprogram som sänds i SVT sedan 2007 med Jonas Leksell och Magdalena in de Betou. Producent är Oliver Pasche. Musiken i programmet är till stor del skriven av Mija Folkesson och David Shutrick. Vinjettmusiken är skriven och framförd av gruppen The Pix.
Programmet är av den pedagogiska typen och tanken är att med hjälp av sketcher låta tittarna räkna olika saker. Till exempel kan det handla om att räkna fel i en bild eller antal gubbar med skägg på en buss.
Stående inslag är bland annat Rutan kan bara räkna till ett, där Magdalena in de Betou spelar en butiksägare som bara kan räkna till ett. I ett annat inslag lär olika barn Jonas Leksell att laga mat.
Räkna med skägg vann det prestigefyllda priset Prix de Jeunesse 2008, som delas i München. Programmet tog hem den ärofyllda vinsten i klassen Barnfiktion upp till 6 år. Prix de Jeunesse är världens största festival för barn- och ungdomsprogram. Det är deltagarna vid festivalen som röstar fram vinnaren, efter att ha tittat på samtliga tävlingsbidrag i minst två kategorier.
Hösten 2008 fick serien en fortsättning när SVT började sända Stava med skägg, där Jonas Leksell lotsar barnen i bokstävernas värld. "Det blir konstigare än någonsin!", säger programmets producent Oliver Pasche. I Stava med skägg medverkar även bland andra Ebbot Lundberg, Nina Ramsby och Asha Ali i inslag med specialskriven musik.